# Захват лайнера «Санта-Мария»
Захват лайнера «Санта-Мария» (операция «Дульсинея») — акция португальских революционеров, боровшихся против режима Антониу Салазара, январь 1961 года.

## Предыстория
В 1960 году в Венесуэле жило много политических эмигрантов из Португалии и франкистской Испании. Часть из них объединилась в радикальный «Иберийский революционно-освободительный директорат» (Directorio Revolucionario de Liberación, DRIL), провозгласивший своей целью объединение Испании и Португалии в одну революционную федерацию. Его лидером был испанец Хосе Вело. В начале 1960 года он познакомился с Энрике Гальвао, бывшим капитаном португальской армии, колониальным чиновником, зоологом, антропологом, журналистом. В 1952 году, будучи депутатом португальского парламента от Анголы, Гальвао осудил практику привлечение ангольцев к принудительному труду, после чего был арестован. В 1959 году, находясь в больнице, Гальвао бежал и попросил политического убежища в посольстве Аргентины в Лиссабоне. Затем ему удалось перебраться в Венесуэлу, где он стал одним из лидеров португальских эмигрантов.
В мае 1960 года руководство DRIL решило начать восстание в одной из португальских колоний. План был таким: захватить португальское пассажирское судно «Санта-Мария», высадиться с него на испанском острове Фернандо-По, собрать там возможно большее количество противников режима Салазара и добыть оружие. Затем «Санта-Марию» планировалось использовать для высадки в Луанде, столице Анголы, после чего должно было быть провозглашено создание революционного правительства Португалии, главой которого предполагалось объявить генерала Умберту Делгаду. Другой вариант плана предусматривал захват не Луанды, а острова Сан-Томе. В случае появления там португальского военного флота предполагалось высаживаться в независимой Гане и просить там политического убежища. План был назван операцией «Дульсинея», по имени возлюбленной Дон-Кихота — с явным намёком на благородную утопичность идеи восстания.
После захвата «Санта-Марии» управление судном должен был взять на себя Хорхе де Сотомайор (настоящее имя — Хосе Фернандес Васкес), бывший испанский морской офицер, участник гражданской войны в Испании. Гальвао рассчитывал, что часть команды лайнера присоединится к нему.
Заговорщики добыли рекламный проспект с детальным планом лайнера, а также несколько пропусков для бесплатного посещения его на остановках.

## Ход событий
9 января 1961 года «Санта-Мария» отправилась из Лиссабона в Порт Эверглейдс в США. По пути лайнер должен был посетить венесуэльский порт Ла-Гуайра, а также нидерландский остров Кюрасао. На судне находилось 300 членов экипажа и 612 пассажиров, среди которых был 41 американец.
В порту Ла-Гуайры на судно село несколько заговорщиков, которым удалось пронести два пистолета-пулемёта, несколько револьверов и ручных гранат. Утром 21 января лайнер прибыл из Ла-Гуайры в порт Виллемстад на Кюрасао. Здесь на его борт поднялись ещё несколько заговорщиков, включая Гальвао. Всего на борту лайнера оказалось 33 участника операции — 18 португальцев, 13 испанцев и 2 венесуэльца.
Вечером 21 января «Санта-Мария» покинула Кюрасао. В 1:45 22 января революционеры заняли помещения штурмана и радиста без боя, однако на мостике вахтенный офицер, третий помощник капитана Жоао Жозе ду Нашимьенту Кошта, попытался оказать сопротивление. Он был убит, ещё два моряка были ранены. После этого Гальвао отказался от захвата офицерских кают и блокировал со своей группой все проходы на мостик. Капитан лайнера Марио Симоэш Майо услышал стрельбу и позвонил на мостик, чтобы выяснить, что произошло. Трубку взял Гальвао, который сообщил о захвате лайнера и предложил капитану сдаться. В ответ на это Майо собрал у себя в каюте всех офицеров и предложил революционерам переговоры. Гальвао пришёл к капитану в одиночку с револьвером. Он заявил, что борется против диктаторского режима за свободу Португалии, и предложил присоединиться к нему либо просто дать обещание оставаться на своих местах и выполнять все распоряжения. Никто из офицеров не присоединился к революционерам, но никто из них и не отказался подчиняться. У Гальвао лишь попросили письменное подтверждение, что команда лайнера действовала по принуждению.
Что касается пассажиров, то Гальвао распорядился собрать их в обеденном зале первого класса, о чём было объявлено по внутренней трансляции. Пассажиры восприняли сообщение о захвате судна достаточно спокойно, но никто не захотел присоединяться к революционерам. Лишь несколько иностранных туристов выразили восхищение революционерами.
Утром 22 января корабельный врач сообщил Гальвао, что одному из двух моряков, раненых в ночной перестрелке, требуется срочная госпитализация. Также у одного из пассажиров внезапно началась острая печёночная колика, и ему срочно требовалась операция. Поэтому вечером 22 января Гальвао решил двигаться к британскому острову Сент-Люсия, чтобы высадить там раненых и больного, хотя это раскрывало местонахождение лайнера.
Около 17 часов 22 января представитель компании, которой принадлежал лайнер, во Флориде получил с лайнера радиограмму о том, что у судна проблемы с двигателями, и оно не может прибыть в порт назначения по расписанию.
Утром 23 января лайнер подошёл к Сент-Люсии. Обоих раненых и больного в сопровождении корабельной медсестры посадили в шлюпку, в которую также сели шесть моряков во главе со старшим матросом Жозе душ Рейшем. Душ Рейш, не знавший английский язык, с трудом смог объяснить британцам, что произошло на лайнере. После этого в погоню за лайнером были направлены британский фрегат «Ротсей» с Сент-Люсии, британский эсминец «Ольстер» с Багамских островов, а также пять британских военных самолётов с острова Барбадос. С Пуэрто-Рико в погоню за лайнером были также посланы американские эсминцы «Роберт Л. Уилсон» и «Дамато», а также два американских патрульных самолёта. Однако из-за облачности поиски в первый день результата не дали.
Португалия официально обратилась за помощью в поиске лайнера к США, Великобритании и Испании. В Карибское море был выслан португальский корвет «Перу Эшкобар», а Испания готовилась направить туда же тяжёлый крейсер «Канариас».
Живший в Бразилии генерал Умберту Делгаду направил президенту США Джону Кеннеди телеграмму, в которой заявил, что захват лайнера произошел с его ведома, что пассажирам ничего не угрожает, и просил прекратить поисковую операцию.
Утром 23 января радиостанция «Санта-Марии» передала следующее объявление Гальвао:

По поручению Исполнительного комитета Национально-освободительного фронта, возглавляемого генералом Умберту Делгаду, избранным президентом Португальской Республики и обманным путём лишённым своих прав правительством Салазара, я захватил 22 января лайнер «Санта-Мария». Это чисто политический акт, и он воспринят командой как таковой.

Гальвао заявил о переименовании лайнера в «Санта-Либердаде» («Святую Свободу»), это название было нанесено на переднюю часть надстройки судна.
После протеста лейбористов, недовольных тем, что британцы помогают диктаторскому режиму Салазара, британское адмиралтейство заявило, что будет действовать без применения силы. В результате британский фрегат «Ротсей» был отозван обратно под предлогом нехватки топлива.
Корабли и самолёты американского флота двое суток не могли найти «Санта-Марию». Лишь 25 января датский рефрижератор «Вивеке Гульва» встретил её почти в центре Атлантики, в 900 милях к востоку от острова Тринидад. Туда были высланы американские патрульные самолёты, и около 18 часов самолёт лейтенанта Даниэля Краусса обнаружил лайнер. Радист самолёта связался с лайнером и потребовал от него идти к Пуэрто-Рико. В ответ на это Гальвао предложил переговоры на борту судна с властями любой страны, кроме Португалии и Испании. Командующий американским флотом в Атлантике адмирал Роберт Деннисон направил Гальвао радиограмму с требованием высадить пассажиров в одном из портов Южной Америки. В качестве такового был предложен бразильский Белен.
Возможности дойти до Африки, как планировали революционеры, у лайнера уже практически не было, так как из-за неисправности одной из турбин скорость судна сильно снизилась, также выявилась нехватка питьевой воды и продуктов. Вокруг лайнера уже собралась целая американская эскадра: три эсминца, десантный корабль, а также атомная подводная лодка. К 30 января лайнер находился в 50 милях от бразильского порта Ресифи, и Гальвао согласился на встречу с американским вице-адмиралом Аланом Э. Смитом на борту «Санта-Марии». На разных мелких судах прибыло множество журналистов, которым Гальвао разрешил подняться на борт.
Президент Бразилии Жаниу Куадруш отправил радиограмму Гальвао о том, что он готов предоставить политическое убежище всем лицам, захватившим «Санта-Марию». 1 февраля судно прибыло на рейд Ресифи и встало на якорь. После высадки пассажиров Гальвао заявил, что собирается продолжить движение к берегам Африки. Бразильские власти даже дали согласие на выход лайнера, однако без покинувшего судно экипажа плыть было невозможно. Поэтому вечером 3 февраля революционеры согласились покинуть «Санта-Марию» и принять предложенное бразильцами политическое убежище. Судно было возвращено португальским властям и 16 февраля 1961 года вернулось в Лиссабон.
Захват «Санта-Марии» вызвал широкий международный резонанс и привлёк внимание к ситуации в Португалии. В то же время, действия президента Куадруша (как и его внешняя и внутренняя политика в целом) вызвали недовольство как местных консерваторов, так и зарубежных партнёров Бразилии, и стали одним из катализаторов произошедшего уже через несколько месяцев переворота, в ходе которого он был свергнут.